# دره

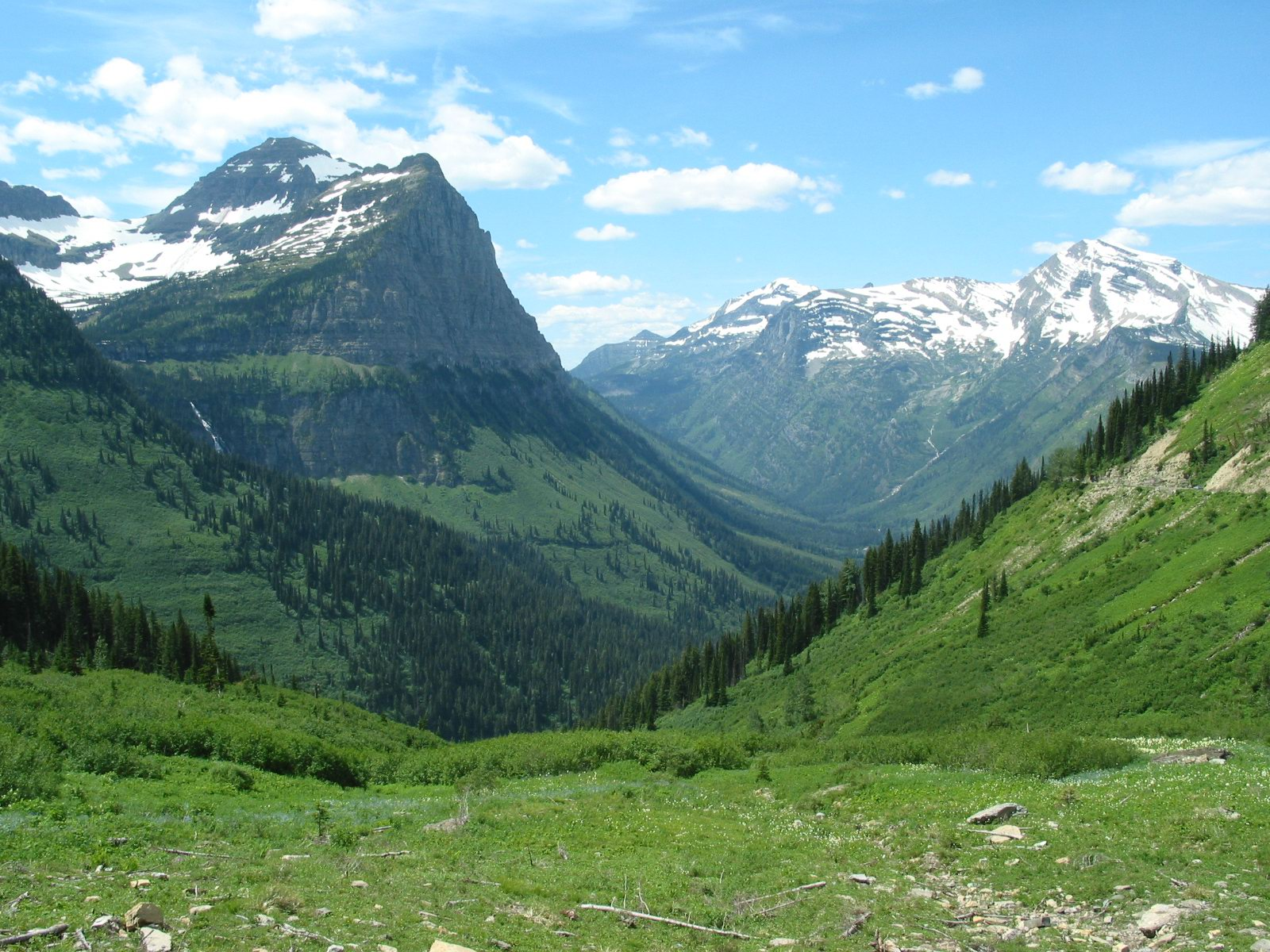
دره پارک ملی گلیشر در مونتانا، ایالات متحده

دَرّه به فرورفتگی میان دو کوه گفته می‌شود که در یک جهت گسترش یافته است. دره‌ها یا U شکل یا V شکل یا ترکیبی از این دو هستند.

## دره‌های رودخانه‌ای
دره‌های رودخانه‌ای که از حرکت رودخانه شکل می‌گیرد معمولاً v شکل هستند؛ که شکل دقیق آن به مشخصات جریان در آن وابسته است.

## کمربند گرمایی

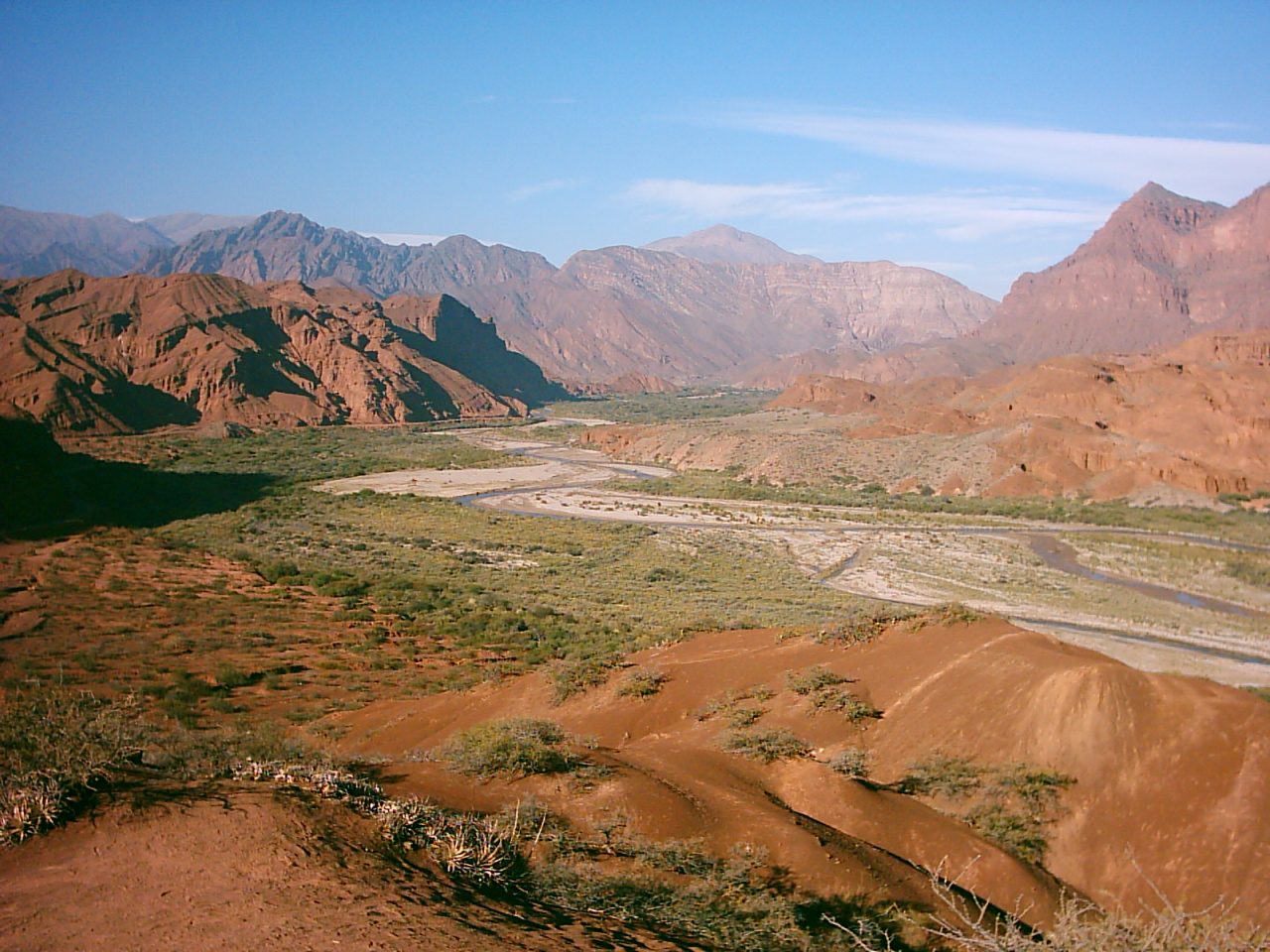
دره‌های کالچاکی

منطقه‌ای در دره که بالاترین دمای هوا را در شبهای سرد زمستان دارد.
مهم‌ترین مشخصه شناسایی آن محل ساخت روستاهای کهن سازه کوهستانی - گیاهان انبوه‌تر و پرپشت تر - آشیانه جانوران است.
درختان میوه در این محدوده کشت می‌شوند.
کوهنوردانی که قصد شب مانی در زمستان دارند با توجه به در نظر گرفتن خطراتی مانند بهمن و سیل و ریزش سنگ
و جانوران وحشی می‌توانند در این محل از آسیب سرمای زمستان در امان باشند.